# فاصل ونعود (فيلم)
فاصل ونعود هو فيلم درامي مصري عرض في 19 يناير 2011، من إخراج أحمد نادر جلال، وتأليف هشام ماجد وأحمد فهمي، وإنتاج هشام عبد الخالق، ومن بطولة كريم عبد العزيز، محمد لطفي، ودينا فؤاد. قصة الفيلم مستوحاه عن الفيلم الأمريكي تذكار (بالإنجليزية: Memento)‏ الصادر عام 2000م.

## القصة
عربي السيد سائق سيارة أجرة، عاش حياة مليئة بالتحديات بعد وفاة زوجته، التي تركت له ابنه الصغير حسن. وجد نفسه في صراع مرير مع حماه خيري منصور، تاجر الخردة الثري، الذي كان يرفض زواج عربي من ابنته ويسعى لانتزاع حضانة حفيده. حاول خيري التضييق على عربي في مصدر رزقه، وعندما فشلت خططه، لجأ إلى المحكمة التي حكمت لصالح عربي. قرر عربي الاحتفال بفوزه في القضية بقضاء إجازة مع ابنه في الساحل الشمالي، بناء على اقتراح صديقه المقرب صلاح، الذي عرض عليه سيارته للسفر. لكن الرحلة لم تكن كما هو مخطط لها، فقد تعطلت السيارة، واضطر عربي للمبيت في إحدى الاستراحات. في الفجر، هاجمه ثلاثة أشخاص وأصابوه في رأسه، قبل أن يخطفوا ابنه حسن. نُقل عربي إلى المستشفى ليكتشف أنه يعاني من اضطراب في الذاكرة، حيث لا يستطيع تذكر الأحداث الجديدة لأكثر من خمس ثوانٍ، بينما يتذكر الأحداث السابقة للحادث بشكل جيد. نصحته الدكتورة بتول بتسجيل ما يحدث له باستمرار ليتمكن من تذكره، فاختار أن يكتب كل شيء على يديه ليظل أمامه طوال الوقت. ومن هنا بدأت رحلة البحث عن ابنه حسن، بمساعدة الدكتورة بتول، وصديقه صلاح، والرائد لبيب الذي كلف بالتحقيق في قضية الاختطاف.
تلقى عربي مكالمة تطلب فدية قدرها نصف مليون جنيه، فوافق الجد خيري على دفعها. لكن بعد ذلك، وصلته مكالمة أخرى تطلب مضاعفة المبلغ إلى مليون جنيه. فشلت محاولة دفع الفدية الأولى بعد أن استبدل الرائد لبيب النقود بأوراق بيضاء، وبدأت الشكوك تدور حول تورط الجد في عملية الاختطاف. تمكن عربي من التعرف على أحد الخاطفين من خلال ملابسه المميزة، وتبين أن اسمه حمادة ربيع، الذي اعترف على شريكه الثاني حمو. تتبع عربي أثر حمو من خلال صديقته الراقصة شوشو، وتمكن من القبض عليه. قبل وفاته، أخبر حمو عربي باسم شريكهم الثالث شاهين، الذي دله على مكان ابنه حسن. استطاع عربي إنقاذ ابنه بعد مواجهة مع أحد الحراس، العتال، وتبين أن الخاطفين كانوا ينوون طلب الفدية من الجد لصالحهم، بعدما اكتشفوا أن المتآمر الحقيقي هو صديقه صلاح، الذي أراد استغلال فقدان عربي للذاكرة ليبتز الجد. في النهاية، قام عربي بتقييد صلاح ووضعه على قضبان السكة الحديد، لكنه نسي ما فعله به بسبب فقدان ذاكرته، وبدأ يبحث عنه لأنه اشتاق إليه.

## فريق التمثيل
- كريم عبد العزيز بدور عربي
- محمد لطفي بدور صلاح
- أحمد راتب بدور خيري منصور
- محمد فراج بدور الرائد لبيب
- دينا فؤاد بدور الدكتورة بتول الجمل
- رشا أمين بدور شوشو
- سليم هاني بدور حسن
- مصطفى عباس بدور حمو
- محمد خميس بدور شاهين
- وائل السيد بدور حمادة ربيع
- صبري عبد المنعم بدور أبو بتول
- عبد الله مشرف بدور دالي

## وراء الكاميرا
- إخراج: أحمد نادر جلال
- مدير التصوير: سامح سليم
- مصور: يوسف لبيب
- موسيقي: خالد حماد
- تاليف وسيناريو: أحمد فهمي وهشام ماجد
- إنتاج: هشام عبد الخالق - شركه الماسة للإنتاج والتوزيع
- التوزيع الخارجي لدول الخليج العربي: الشركة الوطنية الكويتية
- مهندس صوت: حسن أبو جبل
- مصمم معارك: اندرو ماكنزي - عمرو ماكجيفر

## وصلات خارجية
- فاصل ونعود على موقع IMDb (الإنجليزية)
- فاصل ونعود على موقع الدهليز
- فاصل ونعود على موقع قاعدة بيانات الأفلام العربية
- فاصل ونعود على موقع قاعدة بيانات الفيلم (الإنجليزية)
- فاصل ونعود على موقع ليتربوكسد (الإنجليزية)